# Levántate (programa de televisión)
Levántate fue un concurso de talentos español producido por La Competencia y emitido en Telecinco entre el 10 de febrero de 2015 y el 11 de julio de 2016. Este formato consistía en elegir a la mejor pareja (padre/madre e hijo/a) y declararla ganadora.

## Formato
Los miembros del jurado del espacio que conducirá Jesús Vázquez en Telecinco serán los encargados de puntuar cada una de las actuaciones de las parejas, valoración que llevarán a cabo aislados visual y acústicamente de las gradas y que se sumará a la que emitirá el público presente en el plató a través de un novedoso sistema de puntuación instalado en sus asientos. Este sistema convertirá en votos el movimiento que cada asistente, seducido por el espectáculo, realizará al levantarse.
Es presentado por Jesús Vázquez. El jurado de su primera edición estuvo formado por Ruth Lorenzo, Pedro García Aguado y Niña Pastori.
En su segunda edición, el programa pasó a desarrollarse con famosos y con distinta dinámica, el cual también fue presentado por Jesús Vázquez mientras que el jurado se integraba por los artistas Alaska y Mario Vaquerizo. La edición pasó a llamarse Levántate All Stars. Pese a liderar casi todas las emisiones, los datos de audiencia empezaron a subir con el cambio de día de en emisión llegando a superar el 18% en cuota de pantalla.
Tras los aceptables datos de Levántate All Stars, Mediaset España optó por renovarlo por una nueva temporada con concursantes conocidos para el 2017, pero finalmente Telecinco decidió no dar continuidad al programa debido a que no tienen hueco en la parrilla para el formato, aunque no se descarta un regreso en un futuro.
     Presentador
     Jurado/Capitanes
     Profesora
     Invitada
| Equipo del programa | Profesión                                     | Temporadas | Temporadas |
| Equipo del programa | Profesión                                     | 1 (2015)   | All Stars  |
| ------------------- | --------------------------------------------- | ---------- | ---------- |
| Jesús Vázquez       | Presentador                                   |            |            |
| Ruth Lorenzo        | Cantante                                      |            |            |
| Niña Pastori        | Cantante                                      |            |            |
| Pedro García Aguado | Exwaterpolista y presentador de televisión    |            |            |
| Edith Salazar       | Cantante y profesora de canto                 |            |            |
| Alaska              | Cantante, actriz y presentadora de televisión |            |            |
| Mario Vaquerizo     | Cantante y colaborador de radio y televisión  |            |            |
| Mar Abascal         | Soprano, actriz y profesora de canto          |            |            |

## Levántate(2015)
- 10 de febrero de 2015 - 17 de marzo de 2015

### Presentador
| Presentador   | Edad    | Profesión   |
| ------------- | ------- | ----------- |
| Jesús Vazquez | 49 años | Presentador |

### Jurado
| Jurado              | Edad    | Profesión                          |
| ------------------- | ------- | ---------------------------------- |
| Ruth Lorenzo        | 32 años | Cantante                           |
| Niña Pastori        | 37 años | Cantante                           |
| Pedro García Aguado | 46 años | Exwaterpolista y presentador de TV |

### Profesora
| Profesora     | Profesión                     |
| ------------- | ----------------------------- |
| Edith Salazar | Cantante y profesora de canto |

### Concursantes
| Concursantes     | Edad    | Vínculo familiar |
| ---------------- | ------- | ---------------- |
| Vanesa Núñez     | 29 años | Madre e hija     |
| Johana           | 9 años  | Madre e hija     |
| Verónica Romero  | 36 años | Madre e hija     |
| Yudit Romero     | 10 años | Madre e hija     |
| Lorenzo          | 49 años | Padre e hija     |
| Carla            | 11 años | Padre e hija     |
| Paqui            | 44 años | Madre e hijo     |
| David            | 11 años | Madre e hijo     |
| Mara Rey         | 35 años | Madre e hijo     |
| José             | 15 años | Madre e hijo     |
| Mari             | 45 años | Madre e hijo     |
| Óscar            | 17 años | Madre e hijo     |
| Betty Vaqueiro   | 45 años | Madre e hija     |
| Laura Pérez      | 16 años | Madre e hija     |
| María José Toste | 39 años | Madre e hijo     |
| Mario            | 7 años  | Madre e hijo     |
| Luis Hernández   | 52 años | Tío y sobrina    |
| Adry Hernández   | 14 años | Tío y sobrina    |
| Michelle         | 39 años | Madre e hija     |
| Amariah          | 18 años | Madre e hija     |
| Francisco        | ¿?      | Padre e hija     |
| Laura            | 10 años | Padre e hija     |
| Maite Perdomo    | 38 años | Madre e hijo     |
| Adrián Alarcón   | 15 años | Madre e hijo     |

### Puntuaciones semanales
|                    | Gala 1     | Gala 2     | Gala 3     | Gala 4     | Semifinal       | Final           |
| ------------------ | ---------- | ---------- | ---------- | ---------- | --------------- | --------------- |
| Vanesa y Johana    | 380 puntos | 232 puntos | 285 puntos | 262 puntos | 2.ªs Finalistas | Ganadoras       |
| Verónica y Yudit   | 294 puntos | 243 puntos | 278 puntos | 263 puntos | 1.ªs Finalistas | 2.ªs Finalistas |
| Lorenzo y Carla    | 231 puntos | 211 puntos | 286 puntos | 340 puntos | 3.ºs Finalistas | 3.ºs Finalistas |
| Paqui y David      | 426 puntos | 213 puntos | 213 puntos | 321 puntos | 4.ºs Finalistas | 4.ºs Finalistas |
| Mara y José        | 330 puntos | 221 puntos | 204 puntos | 318 puntos | Eliminados      |                 |
| Mari y Óscar       | 311 puntos | 216 puntos | 204 puntos | 296 puntos | Eliminados      |                 |
| Betty y Laura      | 276 puntos | 243 puntos | 263 puntos | 261 puntos | Eliminadas      |                 |
| M.ª José y Mario   | 316 puntos | 222 puntos | 237 puntos | 261 puntos |                 |                 |
| Michelle y Amariah | 224 puntos | 216 puntos | 173 puntos |            |                 |                 |
| Luis y Adry        | 345 puntos | 232 puntos | 125 puntos |            |                 |                 |
| Francisco y Laura  | 308 puntos | 196 puntos |            |            |                 |                 |
| Maite y Adrián     | 230 puntos | 174 puntos |            |            |                 |                 |

### Posiciones semanales
|                    | Gala 1         | Gala 2         | Gala 3    | Gala 4    | Semifinal       | Final           |
| ------------------ | -------------- | -------------- | --------- | --------- | --------------- | --------------- |
| Vanesa y Johana    | Segundas       | Terceras       | Segundas  | Sextas    | 2.ªs Finalistas | Ganadoras       |
| Verónica y Yudit   | Octavas        | Segundas       | Terceras  | Quintas   | 1.ªs Finalistas | 2.ªs Finalistas |
| Lorenzo y Carla    | Décimos        | Décimos        | Ganadores | Ganadores | 3.ºs Finalistas | 3.ºs Finalistas |
| Paqui y David      | Ganadores      | Novenos        | Sextos    | Segundos  | 4.ºs Finalistas | 4.ºs Finalistas |
| Mara y José        | Cuartos        | Sextos         | Octavos   | Terceros  | Eliminados      |                 |
| Mari y Óscar       | Sextos         | Octavos        | Séptimos  | Cuartos   | Eliminados      |                 |
| Betty y Laura      | Novenas        | Ganadoras      | Cuartas   | Séptimas  | Eliminadas      |                 |
| M.ª José y Mario   | Quintos        | Quintos        | Quintos   | Octavos   |                 |                 |
| Michelle y Amariah | Decimosegundas | Séptimas       | Novenas   |           |                 |                 |
| Luis y Adry        | Terceros       | Cuartos        | Décimos   |           |                 |                 |
| Francisco y Laura  | Séptimos       | Undécimos      |           |           |                 |                 |
| Maite y Adrián     | Undécimos      | Decimesegundos |           |           |                 |                 |

### Invitados
| Invitado       | Acompaña a...               | Gala | Canción                   |
| -------------- | --------------------------- | ---- | ------------------------- |
| Adrián Martín  |                             | 1.ª  | "Qué bonito"              |
| Marta Sánchez  | Paqui y David               | 2.ª  | "Soy yo"                  |
| India Martínez | Adrián Martín               | 3.ª  | "90 minutos"              |
| India Martínez | Betty y Laura               | 3.ª  | "Niño sin miedo"          |
| Auryn          | Lorenzo y Carla             | 4.ª  | "Saturday I'm in love"    |
| David DeMaría  | Lorenzo y Carla             | 5.ª  | "Yo no quiero problemas"  |
| Mónica Naranjo | Lorenzo y Carla             | 6.ª  | "Amor y lujo"             |
| Mónica Naranjo | Verónica y Yudith           | 6.ª  | "Desátame"                |
| Mónica Naranjo | Vanessa y Johana            | 6.ª  | "Sobreviviré"             |
| Mónica Naranjo | Paqui y David               | 6.ª  | "Libertad"                |
| Adrián Martín  | Niña Pastori y Ruth Lorenzo | 6.ª  | "Válgame dios"            |
| Tiziano Ferro  | Lorenzo y Carla             | 6.ª  | "Perdona"                 |
| Wycho y Edith  | Paqui y David               | 6.ª  | "The winner takes it all" |
| Niña Pastori   | Vanessa y Johana            | 6.ª  | "La fuerza del corazón"   |
| Ruth Lorenzo   | Verónica y Yudith           | 6.ª  | "Y sin embargo te quiero" |

### Audiencias
| Fecha      | Características del programa                                             | Espectadores | Share |
| ---------- | ------------------------------------------------------------------------ | ------------ | ----- |
| 10/02/2015 | Gala 1 / Presentación / Peores Michelle y Amariah, Maite y Adrián        | 3 274 000    | 21,1% |
| 17/02/2015 | Gala 2 / Eliminación Maite y Adrián, Francisco y Laura                   | 2 593 000    | 17,3% |
| 24/02/2015 | Gala 3 / Eliminados Michelle y Amariah, Luis y Adry                      | 2 537 000    | 17,7% |
| 03/03/2015 | Gala 4 / Eliminados Mª José y Mario                                      | 2 524 000    | 17,5% |
| 10/03/2015 | Gala 5 / Semifinal / Eliminados Mara y Jose, Mari y Óscar, Betty y Laura | 2 383 000    | 18,1% |
| 17/03/2015 | Gala 6 / Final / Ganadoras Johana y Vanesa                               | 2 842 000    | 25,9% |

## Levántate All Stars(2016)
- 30 de abril de 2016 - 18 de julio de 2016

Tras los buenos datos de la primera edición, Telecinco vuelve a apostar por este formato, pero con una edición en la que participan parejas de famosos. Se estrenó el 30 de abril de 2016

### Presentador
| Presentador   | Edad    | Profesión   |
| ------------- | ------- | ----------- |
| Jesús Vazquez | 50 años | Presentador |

### Capitanes de equipos
| Jurado          | Edad    | Profesión                             |
| --------------- | ------- | ------------------------------------- |
| Alaska          | 52 años | Cantante, actriz y presentadora de TV |
| Mario Vaquerizo | 41 años | Cantante y colaborador de TV y radio  |

### Profesora
| Profesora   | Profesión                            |
| ----------- | ------------------------------------ |
| Mar Abascal | Soprano, actriz y profesora de canto |

### Concursantes
| Concursantes            | Edad    | Famoso por...                               | Relación        | Galas ganadores | Galas perdedores                | Información     |
| ----------------------- | ------- | ------------------------------------------- | --------------- | --------------- | ------------------------------- | --------------- |
| Melody Ruiz             | 25 años | Cantante y actriz                           | Padre e hija    | 2.ª y 3.ª       | Nunca                           | Ganadores       |
| Lorenzo Ruiz            | 55 años | Cantante                                    | Padre e hija    | 2.ª y 3.ª       | Nunca                           | Ganadores       |
| Angy Fernández          | 25 años | Cantante y actriz                           | Hermanas        | 1.ª, 5.ª y 7.ª  | Nunca                           | 2.ª Finalistas  |
| Irene Fernández         | 34 años | Hermana de Angy                             | Hermanas        | 1.ª, 5.ª y 7.ª  | Nunca                           | 2.ª Finalistas  |
| Rafa Blas               | 29 años | Ganador de La Voz 2013                      | Amigos          | 4.ª             | Nunca                           | 3.ºs Finalistas |
| Maika Barbero           | 38 años | Finalista de La Voz 2013                    | Amigos          | 4.ª             | Nunca                           | 3.ºs Finalistas |
| Bimba Bosé †            | 40 años | Modelo, DJ y cantante                       | Amigas          | Nunca           | Nunca                           | 4.ªs Finalistas |
| Silvia Superstar        | 46 años | Vocalista de Killer Barbies                 | Amigas          | Nunca           | Nunca                           | 4.ªs Finalistas |
| Dioni Martín            | 45 años | Cantante del dúo Camela                     | Padre e hijo    | 6.ª             | Nunca                           | Eliminados      |
| Rubén Martín            | 28 años | Cantante, hijo de El Dioni                  | Padre e hijo    | 6.ª             | Nunca                           | Eliminados      |
| Vicky Martín Berrocal   | 43 años | Diseñadora de moda                          | Amigas          | Nunca           | Nunca                           | Eliminadas      |
| María Toledo            | 32 años | Cantante                                    | Amigas          | Nunca           | Nunca                           | Eliminadas      |
| Adrián Rodríguez        | 27 años | Actor y cantante                            | Amigos          | Nunca           | Nunca                           | Eliminados      |
| Christian Mulas "Keibi" | 27 años | Actor y cantante                            | Amigos          | Nunca           | Nunca                           | Eliminados      |
| Encarna Salazar         | 55 años | Cantantes del dúo Azúcar Moreno             | Hermanas        | Nunca           | Nunca                           | Eliminadas      |
| Toñi Salazar            | 53 años | Cantantes del dúo Azúcar Moreno             | Hermanas        | Nunca           | Nunca                           | Eliminadas      |
| Anabel Pantoja          | 29 años | Sobrina de Isabel Pantoja                   | Primos segundos | Nunca           | Nunca                           | Eliminados      |
| Manuel Cortés           | 20 años | Cantante, hijo de Chiquetete y Raquel Bollo | Primos segundos | Nunca           | Nunca                           | Eliminados      |
| Toño Sanchís            | 42 años | Cantantes de Los Inhumanos                  | Amigos          | Nunca           | 1.ª, 2.ª,3.ª, 4.ª, 5.ª,6.ª ,7.ª | Eliminados      |
| Alfonso Aguado          | 51 años | Cantantes de Los Inhumanos                  | Amigos          | Nunca           | 1.ª, 2.ª,3.ª, 4.ª, 5.ª,6.ª ,7.ª | Eliminados      |

### Puntuaciones semanales
|                  | Gala 1     | Gala 2     | Gala 3     | Gala 4     | Gala 5     | Gala 6     | Semifinal  | Semifinal  | Final      | Final      |
| ---------------- | ---------- | ---------- | ---------- | ---------- | ---------- | ---------- | ---------- | ---------- | ---------- | ---------- |
| Melody y Lorenzo | 254 puntos | 300 puntos | 291 puntos | 292 puntos | 281 puntos | 267 puntos | 278 puntos | Finalistas | 276 puntos | 802 puntos |
| Angy e Irene     | 282 puntos | 260 puntos | 279 puntos | 277 puntos | 290 puntos | 265 puntos | 296 puntos | Finalistas | 284 puntos | 784 puntos |
| Rafa y Maika     | 200 puntos | 270 puntos | 275 puntos | 294 puntos | 279 puntos | 272 puntos | 243 puntos | Finalistas | 271 puntos |            |
| Bimba y Silvia   | 177 puntos | 218 puntos | 210 puntos | 161 puntos | 217 puntos | 206 puntos | 247 puntos | Finalistas | 225 puntos |            |
| Dioni y Rubén    | 252 puntos | 267 puntos | 289 puntos | 268 puntos | 266 puntos | 280 puntos | 271 puntos | Eliminados |            |            |
| Encarna y Toñi   | 264 puntos | 201 puntos | 204 puntos | 271 puntos | 236 puntos | 254 puntos | 249 puntos | Eliminadas |            |            |
| Vicky y María    | 220 puntos | 225 puntos | 247 puntos | 262 puntos | 209 puntos | 248 puntos | 263 puntos | Eliminadas |            |            |
| Adrián y Keibi   | 202 puntos | 215 puntos | 259 puntos | 233 puntos | 263 puntos | 235 puntos | 256 puntos | Eliminados |            |            |
| Anabel y Manuel  | 214 puntos | 206 puntos | 223 puntos | 200 puntos | 244 puntos | 231 puntos | 251 puntos | Eliminados |            |            |
| Toño y Alfonso   | 168 puntos | 110 puntos | 109 puntos | 102 puntos | 149 puntos | 176 puntos | 186 puntos | Eliminados |            |            |

### Posiciones semanales
|                  | Gala 1     | Gala 2     | Gala 3     | Gala 4     | Gala 5     | Gala 6     | Semifinal  | Semifinal  | Final           |
| ---------------- | ---------- | ---------- | ---------- | ---------- | ---------- | ---------- | ---------- | ---------- | --------------- |
| Melody y Lorenzo | Terceros   | Ganadores  | Ganadores  | Segundos   | Segundos   | Terceros   | Segundos   | Finalistas | Ganadores       |
| Angy e Irene     | Ganadoras  | Cuartas    | Terceras   | Terceras   | Ganadoras  | Cuartas    | Ganadoras  | Finalistas | 2.ªs Finalistas |
| Rafa y Maika     | Octavos    | Segundos   | Cuartos    | Ganadores  | Terceros   | Segundos   | Novenos    | Finalistas | 3.ºs Finalistas |
| Bimba y Silvia   | Novenas    | Sextas     | Octavas    | Novenas    | Octavas    | Novenas    | Octavas    | Finalistas | 4.ªs Finalistas |
| Dioni y Rubén    | Cuartos    | Terceros   | Segundos   | Quintos    | Cuartos    | Ganadores  | Terceros   | Eliminados |                 |
| Vicky y María    | Quintas    | Quintas    | Sextas     | Sextas     | Novenas    | Sextas     | Cuartas    | Eliminadas |                 |
| Adrián y Keibi   | Séptimos   | Séptimos   | Quintos    | Séptimos   | Quintos    | Séptimos   | Quintos    | Eliminados |                 |
| Encarna y Toñi   | Segundas   | Novenas    | Novenas    | Cuartas    | Séptimas   | Quintas    | Séptimas   | Eliminadas |                 |
| Anabel y Manuel  | Sextos     | Octavos    | Séptimos   | Octavos    | Sextos     | Octavos    | Séxtos     | Eliminados |                 |
| Toño y Alfonso   | Perdedores | Perdedores | Perdedores | Perdedores | Perdedores | Perdedores | Perdedores | Eliminados |                 |

### Canciones semanales
|                  | Gala 1                     | Gala 2                    | Gala 3                          | Gala 4              | Gala 5                   | Gala 6                | Semifinal                         | Final                     | Final                        |
| ---------------- | -------------------------- | ------------------------- | ------------------------------- | ------------------- | ------------------------ | --------------------- | --------------------------------- | ------------------------- | ---------------------------- |
| Melody y Lorenzo | Loco                       | Recuérdame                | Bamboleo                        | Vuelve conmigo      | La vida es bella         | Vivir mi vida         | No llores por mí, Argentina       | Al alba                   | Se nos rompió el amor Caruso |
| Angy e Irene     | I Got You (I Feel Good)    | Hello                     | I'm So Excited                  | Say Yay!            | My heart will go on      | Ave María             | María se bebe las calles          | Mujer contra mujer        | Last dance Mix de Beyoncé    |
| Rafa y Maika     | Let Me Entertain You       | Stitches                  | Bang my head                    | Euphoria            | Non, je ne regrette rien | Livin' la vida loca   | Algo de mí                        | Entre dos tierras         |                              |
| Bimba y Silvia   | The Passenger              | Billie Jean               | La chica ye-ye                  | Satellite           | Oh, Pretty Woman         | Black Is Black        | No puedo vivir sin ti             | Give It 2 Me              |                              |
| Dioni y Rubén    | Historias de amor          | Aserejé                   | Madre Tierra                    | Bailar pegados      | Tómbola                  | Bailando              | Corazón partío                    | Para que tu no llores así |                              |
| Vicky y María    | Vivir así es morir de amor | Ya no                     | No puedo quitar mis ojos de ti  | Estando contigo     | Bésame mucho             | Devórame otra vez     | Señora                            | Amiga mía                 |                              |
| Adrián y Keibi   | Sorry                      | Por fin te encontré       | DJ Got Us Falling In Love Again | A-ba-ni-bi          | I Will Always Love You   | Blurred Lines         | Killing me softly                 | Umbreak my heart          |                              |
| Encarna y Toñi   | Hoy tengo ganas de ti      | A far l'amore comincia tu | Desesperada                     | Para llenarme de ti | La bien pagá             | Bienvenidos           | Te quiero, te quiero              | Te estoy amando locamente |                              |
| Anabel y Manuel  | Esta cobardía              | No soy una de esas        | Ni una sola palabra             | Dime                | Luz de luna              | Colgando en tus manos | Ojos verdes                       | No me ames                |                              |
| Toño y Alfonso   | La raja de tu falda        | Gangnam Style             | Zapatillas                      | Canta y sé feliz    | Apatrullando la ciudad   | Aquí no hay playa     | Me duele la cara de ser tan guapo | Sufre mamón               |                              |

### Equipos
| Gala | Alaska                                                                                   | Mario                                                                                     | Resultado | Fecha               |
| 1    | Rubén y Dioni Toño y Alfonso Encarna y Toñi Rafa y Maika Angy e Irene                    | Anabel y Manuel Bimba y Sílvia María y Vicky Melody y Lorenzo Adrián y Keibi              | 1165-1067 | 30 de abril de 2016 |
| 2    | Rubén y Dioni Toño y Alfonso Encarna y Toñi Angy e Irene Bimba y Sílvia                  | Anabel y Manuel María y Vicky Melody y Lorenzo Adrián y Keibi Rafa y Maika Los Chunguitos | 1316-1490 | 7 de mayo de 2016   |
| 3    | Adrián y Keibi Toño y Alfonso Rafa y Maika Rubén y Dioni Anabel y Manuel Los Chunguitos  | Encarna y Toñi María y Vicky Melody y Lorenzo Angy e Irene Bimba y Sílvia                 | 1435-1507 | 11 de mayo de 2016  |
| 4    | Angy e Irene Encarna y Toñi Melody y Lorenzo Anabel y Manuel Rafa y Maika Los Chunguitos | Rubén y Dioni María y Vicky Adrián y Keibi Toño y Alfonso Bimba y Sílvia                  | 1601-1278 | 28 de mayo de 2016  |
| 5    | Rubén y Dioni Adrián y Keibi Bimba y Sílvia Toño y Alfonso Angy e Irene                  | Melody y Lorenzo María y Vicky Rafa y Maika Anabel y Manuel Encarna y Toñi Los Chunguitos | 1458-1523 | 4 de junio de 2016  |
| 6    | Anabel y Manuel Angy e Irene Bimba y Sílvia María y Vicky Rafa y Maika Los Chunguitos    | Melody y Lorenzo Rubén y Dioni Adrián y Keibi Toño y Alfonso Encarna y Toñi               | 1499-1494 | 4 de julio de 2016  |
| 7    | Anabel y Manuel Adrián y Keibi Rafa y Maika María y Vicky Encarna y Toñi                 | Melody y Lorenzo Rubén y Dioni Angy e Irene Toño y Alfonso Bimba y Sílvia Los Chunguitos  | 1530-1555 | 11 de julio de 2016 |

### Invitados
| Invitado                     | Famoso por ...                                                             | Gala |
| ---------------------------- | -------------------------------------------------------------------------- | ---- |
| Adrián Martín                | Cantante, Participante de "Levántate".                                     | 1    |
| Manuel Carrasco              | Cantante, finalista de "Operación Triunfo 2002" entrenador de la "La Voz". | 2    |
| OMI                          | Cantante jamaicano.                                                        | 2    |
| Antonio Orozco               | Cantante y entrenador de la "La Voz".                                      | 3    |
| Pablo López                  | Cantante y finalista de "Operación Triunfo 2008".                          | 4    |
| Auryn                        | Grupo musical.                                                             | 5    |
| Sweet California             | Grupo musical.                                                             | 6    |
| David Barrull                | Cantante y ganador de La Voz 2014".                                        | 6    |
| David Otero                  | Cantante.                                                                  | 7    |
| Eleazar Ruiz                 | Cantante y hermano de Melody                                               | 7    |
| Dora Postigo                 | Hija de Bimba                                                              | 7    |
| Ángeles Muñoz                | Cantante.                                                                  | 7    |
| Toni Amboaje                 | Concursantes de La Voz y amigo de Rafa y Maika                             | 7    |
| Raquel Bollo                 | Colaboradora de Sálvame y madre de Manuel                                  | 7    |
| Topacio Fresh                | Amiga de Alaska y Mario Vaquerizo                                          | 7    |
| Nani Cortés                  | Cantante y cuñado de Vicky Martín Berrocal                                 | 7    |
| Rafa Rodríguez               | Guitarrista y tío de Adrián Rodríguez                                      | 7    |
| Miguel Ángel Salazar         | Cantante y sobrino de Toñi y Encarna                                       | 7    |
| Dori Fernández               | Madre de Angy e Irene                                                      | 7    |
| La banda del Capitán Canalla | Grupo musical                                                              | 7    |
| Adrián Martín                | Cantante, participante de "Levántate".                                     | 8    |
| Niña Pastori                 | Cantante                                                                   | 8    |
| Nancys Rubias                | Grupo musical                                                              | 8    |
| Fangoria                     | Grupo musical                                                              | 8    |

### Audiencias
| Fecha      | Características del Programa                    | Espectadores | Share |
| ---------- | ----------------------------------------------- | ------------ | ----- |
| 30/04/2016 | Gala 1 / Presentación                           | 2 344 000    | 16,1% |
| 07/05/2016 | Gala 2 / Éxitos de Internet                     | 2 281 000    | 15,4% |
| 21/05/2016 | Gala 3 / Música disco                           | 1 936 000    | 14,3% |
| 28/05/2016 | Gala 4 / Eurovisión                             | 1 630 000    | 13,7% |
| 04/06/2016 | Gala 5 / De película                            | 1 839 000    | 14,5% |
| 04/07/2016 | Gala 6 / Canciones de verano                    | 1 931 000    | 16,6% |
| 11/07/2016 | Gala 7 / Semifinal / La canción de nuestra vida | 2 268 000    | 18,7% |
| 18/07/2016 | Gala 8 / Final                                  | 2 252 000    | 19,4% |

## Palmarés
| Edición                              | Fecha | Ganadores        | Subcampeones      | Terceros        | Cuartos        |
| ------------------------------------ | ----- | ---------------- | ----------------- | --------------- | -------------- |
| Levántate: Primera edición           | 2015  | Vanessa & Johana | Verónica & Yudith | Lorenzo & Carla | Paqui & David  |
| Levántate All stars: Segunda edición | 2016  | Melody & Lorenzo | Angy e Irene      | Rafa & Maika    | Bimba & Silvia |

## Audiencia media
Estas han sido las audiencias de las ediciones del programa Levántate:
| Edición                              | Fecha | Cadena    | Espectadores | Share | Gran Final        |
| ------------------------------------ | ----- | --------- | ------------ | ----- | ----------------- |
| Levántate: Primera edición           | 2015  | Telecinco | 2 692 000    | 19,6% | 2 842 000 (25,9%) |
| Levántate All stars: Segunda edición | 2016  | Telecinco | 2 060 000    | 16,1% | 2 252 000 (19,4%) |